# Santa Maria de Belém
Santa Maria de Belém és una freguesia pertanyent al Concelho de Lisboa, amb 3,39 km² d'àrea i 9.752 habitants (2001). La densitat ascendeix a 2.878,4 hab/km². Belém està lligada als Descobriments, quan En Manuel I va pujar al tron en 1495, manant construir el Monestir dels Jerònims i la Torre de Belém, una porta oberta cap a l'Atlàntic.
Belém va ser municipi autònom entre el 1852 i 1885, moment en què va ser incorporada a Lisboa. En aquell moment estava constituïda per les següentes freguesies: Ajuda, Benfica, Carnide, Belém, Odivelas, Alcântara extra-murs, Santa Isabel extra-murs i São Sebastião de Pedreira extra-murs, que actualment formen part de Lisboa. Tenia 63 km² i 27.635 habitants en 1864 i 30.747 en 1878.
Des del segle xix, el barri de Belém va ser una zona eminentment industrial, establint-se allí una gran quantitat de fàbriques i centrals com la Cordoaria Nacional da Junqueira o la Central Tejo. A poc a poc es va conduir a la desindustrialització de la zona degut a la importància històrica del lloc i, avui en dia, Belém és una de les zones més monumentals de Lisboa havent-hi una gran quantitat de museus, jardims, parcs i monuments.

## Patrimoni
- Antiga residência do Governador do Forte do Bom Sucesso
- Capela do Santo Cristo
- Capela de São Jerónimo
- Casa do Governador da Torre de Belém
- Central Tejo ou Museu da Electricidade
- Centro Cultural de Belém
- Convento de Nossa Senhora do Bom Sucesso
- Edifício na Rua de Pedrouços, n.º 84 a 88A
- Estátuas lusitanas de Montalegre
- Fábrica Nacional da Cordoaria
- Forte do Alto do Duque
- Jardim Botànic de Ayuda
- Lápide do Deus Esculápio
- Museu da Marinha
- Museu de Arte Popular
- Museu dos Coches
- Museu Nacional d'Arqueologia
- Monestir dels Jerònims
- Monument als Descobriments
- Palacete na Rua de Pedrouços o Casa Nobre de Lázaro Leitão Aranha
- Palácio do Marquês de Angeja
- Palácio Nacional de Belém
- Torre de Belém